# قسم كال الريفي
قسم كال الريفي (بالفارسية: دهستان كال) هو قسم ريفي إيراني في بلدة أشكنان، مقاطعة لامرد، محافظة فارس، إيران. وحسب إحصاء سنة 2006 كان عدد سكانها 4,562, نسمة.